# Hyacinthus orientalis
Hyacinthus orientalis L., 1753 è una pianta bulbosa della famiglia delle Asparagacee.

## Descrizione

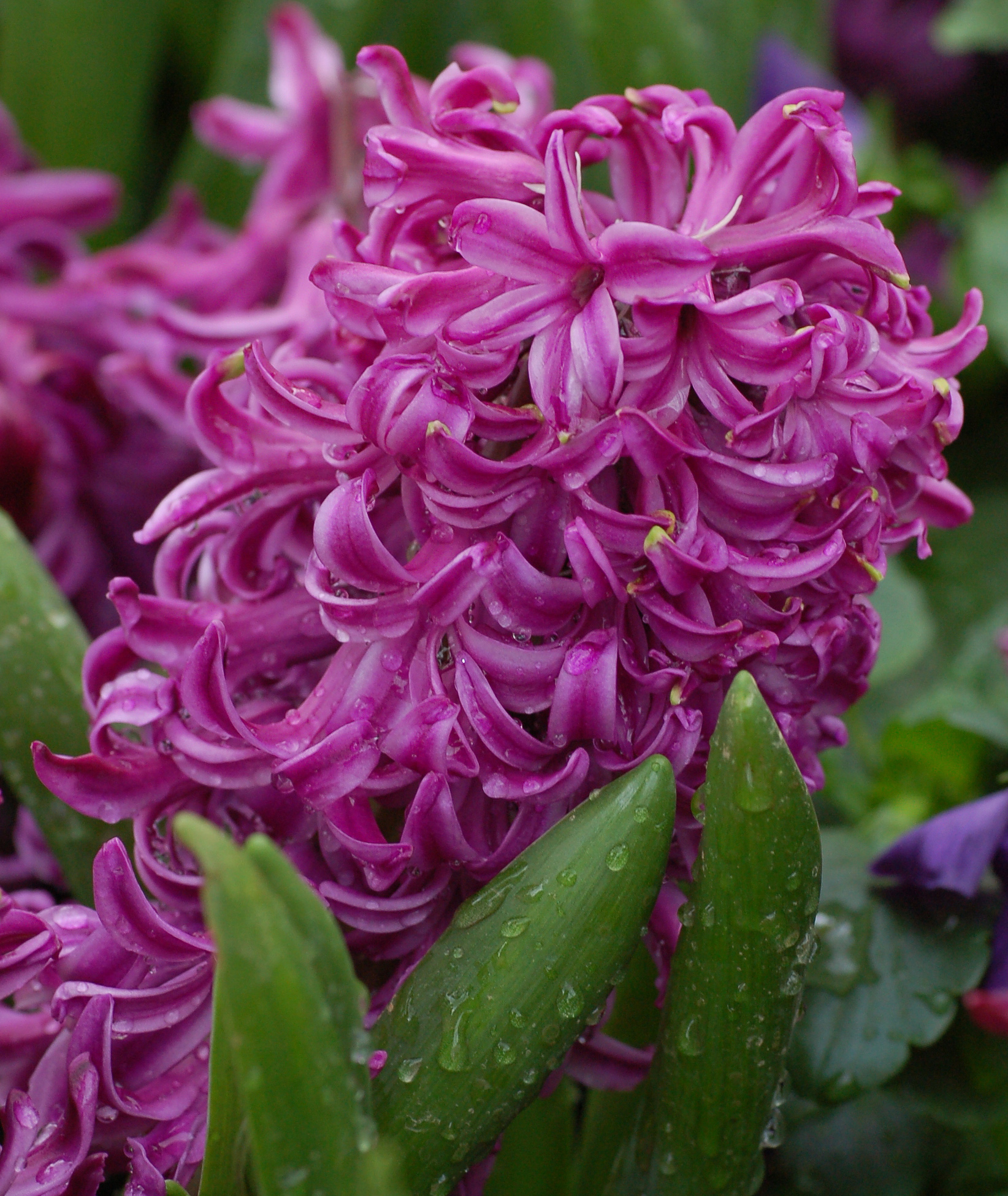
Infiorescenza
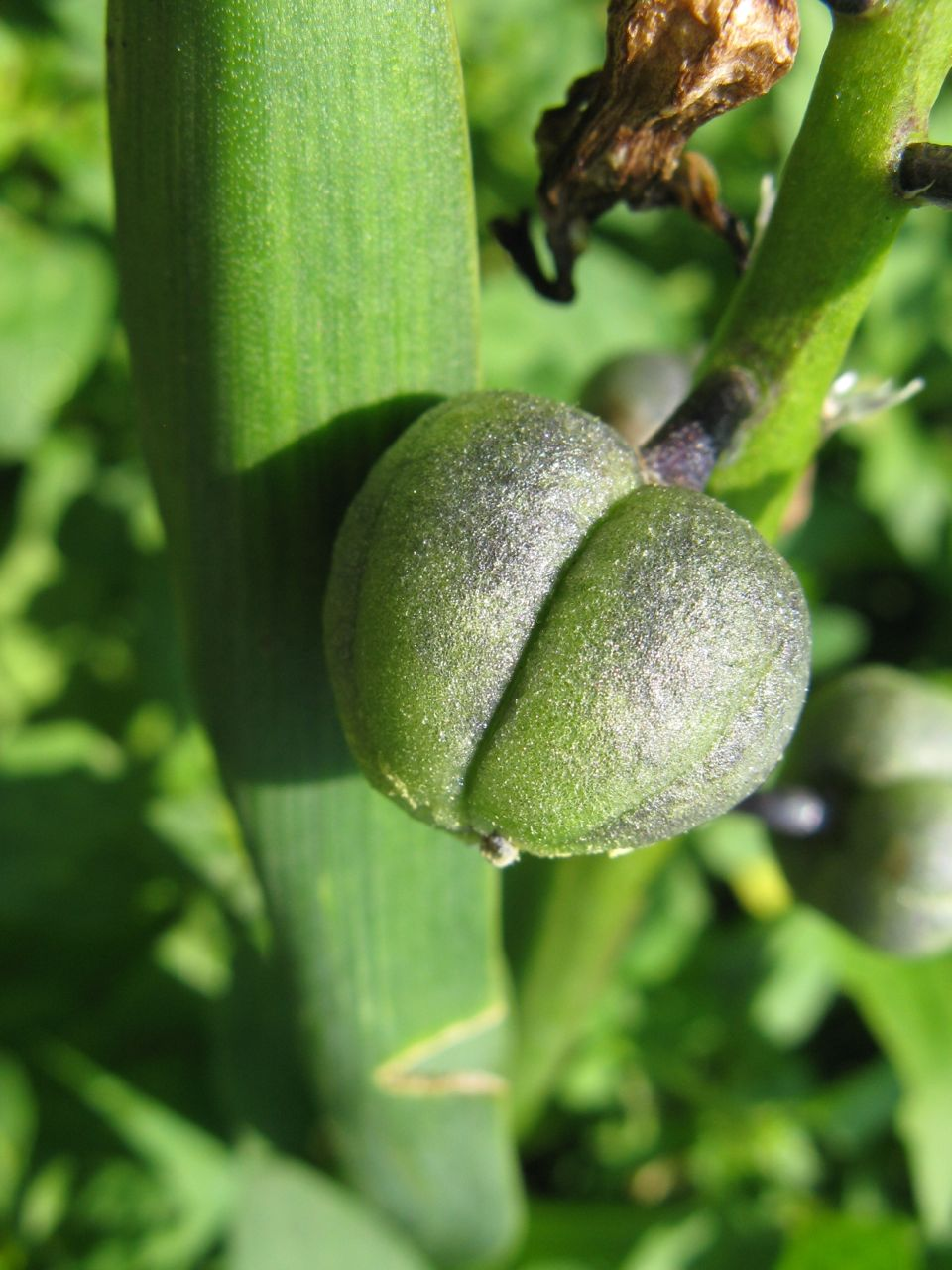
Frutti
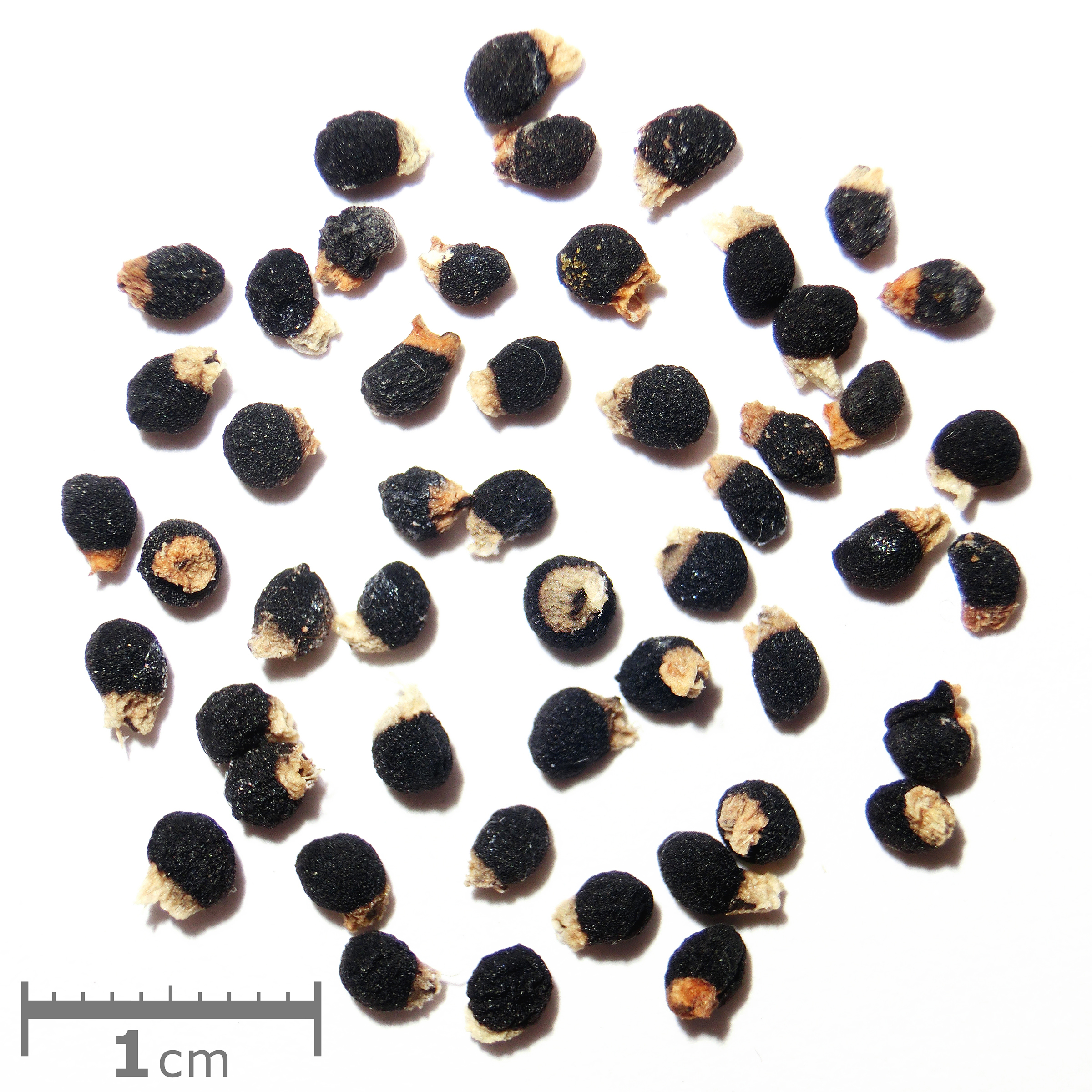
Semi

## Distribuzione e habitat
La specie è diffusa in natura in Turchia, Iraq, Libano, Palestina e Siria.